# Sint-Franciscus van Saleskerk (Lijnden)
De Sint-Franciscus van Saleskerk is een voormalige rooms-katholiek kerkgebouw in Lijnden in de Nederlandse provincie Noord-Holland, op de hoek van de Schipholweg en de Hoofdweg.
De kerk is in 1859 gebouwd naar ontwerp van Theo Molkenboer als zaalkerk en was de eerste katholieke kerk in de Haarlemmermeerpolder. In 2002 is het godshuis aan de eredienst onttrokken. De katholieken van Lijnden vallen sindsdien onder de Badhoevedorpse parochie. Het uit 1909 daterende orgel van L. Ypma & Co. is in 2007 gedemonteerd en overgebracht naar een kerk in Franeker.

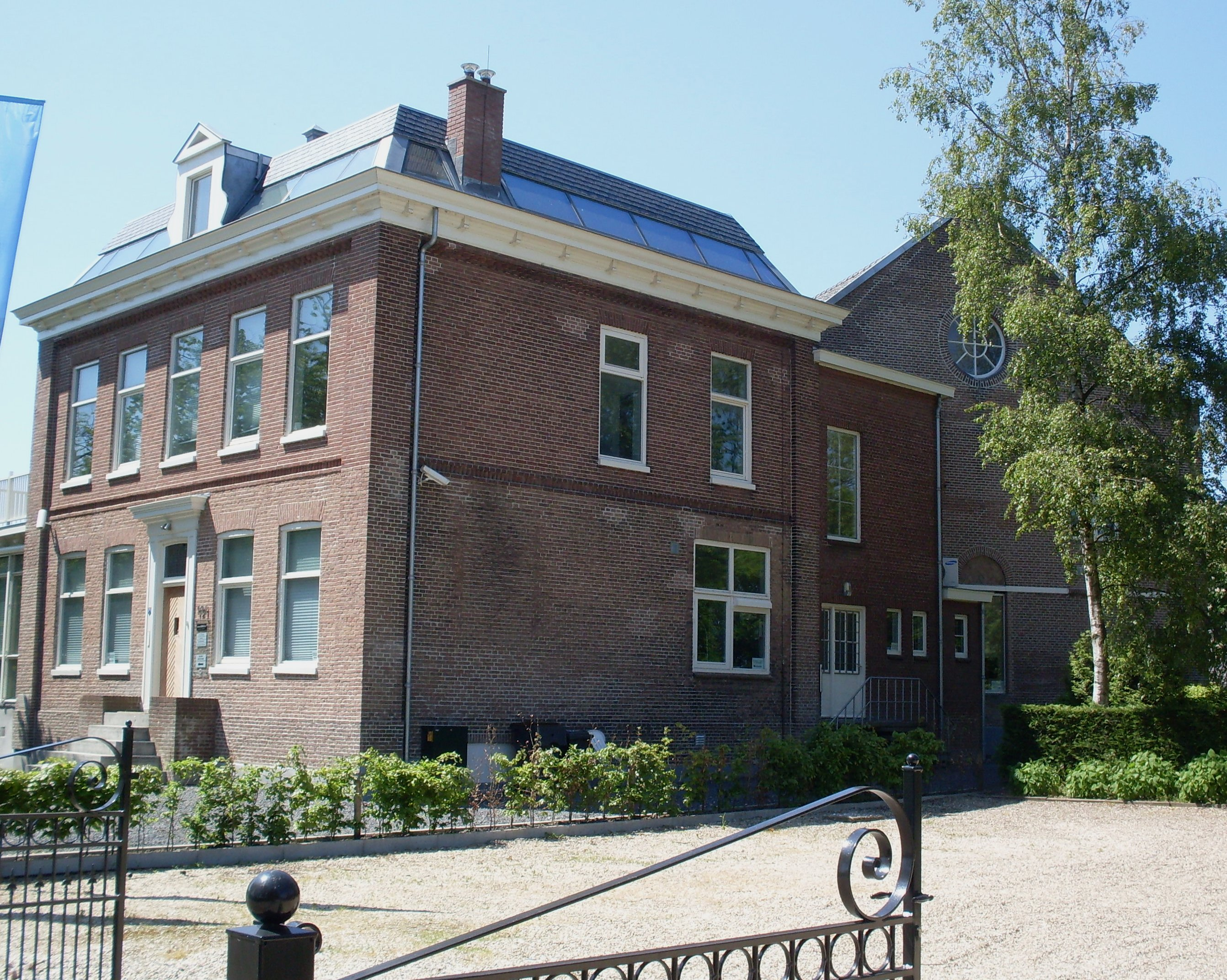
De pastorie in 2013

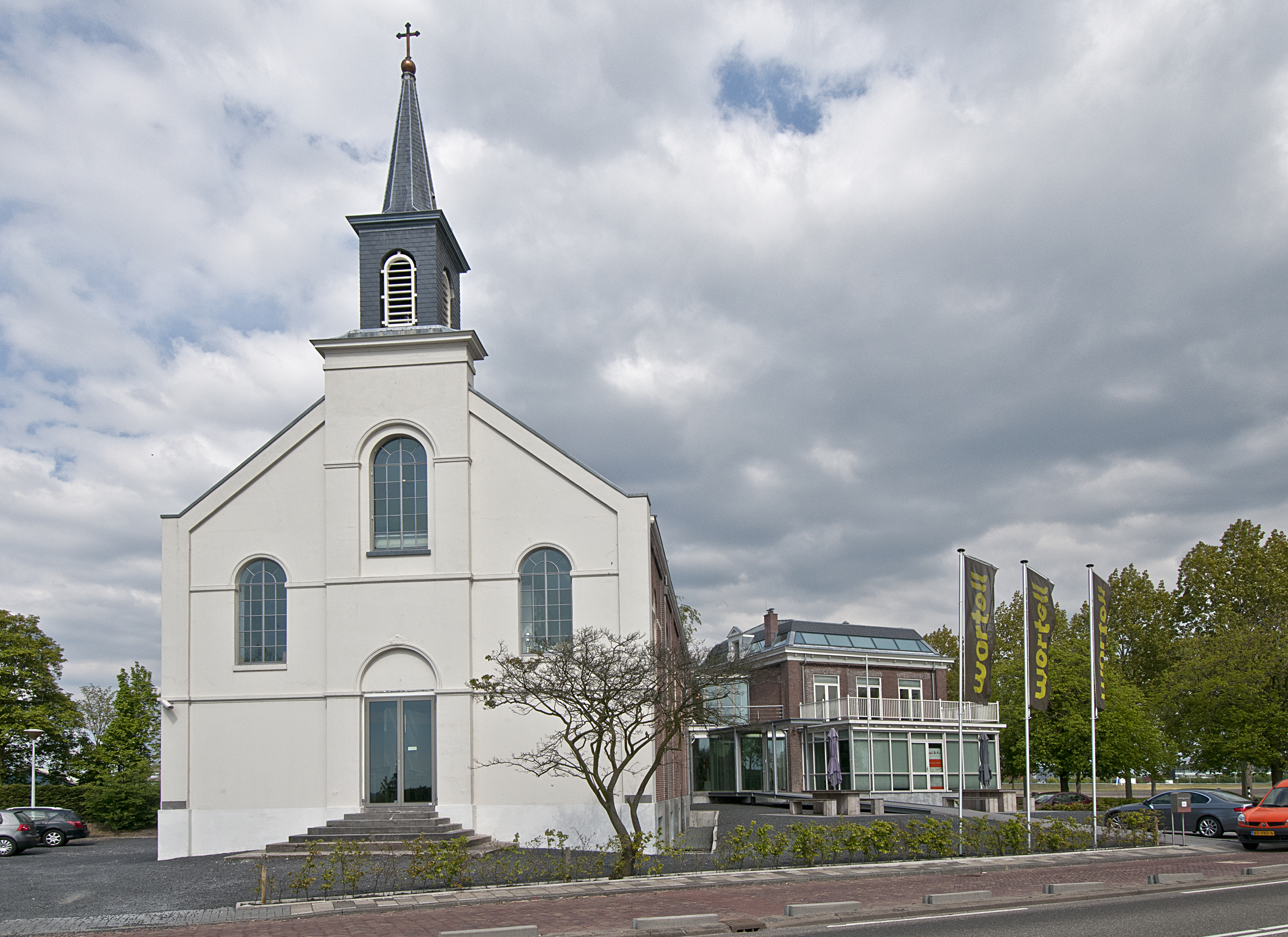
Kerk en pastorie in 2014

De Franciscus van Saleskerk en de uit 1863 daterende pastorie aan de Hoofdweg staan op de gemeentelijke monumentenlijst van Haarlemmermeer. De kerk is tijdens de jaarlijkse open monumentendag te bezichtigen.
In 2008 zijn de kerk en pastorie verbouwd tot kantoorruimte. De gevels zijn toen gerestaureerd. Het ICT bedrijf Wortell werd de gebruiker van de gebouwen.